# Eupithecia calabrica
Eupithecia calabrica là một loài bướm đêm trong họ Geometridae.